# 堺市立東深井小学校
堺市立東深井小学校（さかいしりつ ひがしふかい しょうがっこう）は、大阪府堺市中区にある公立小学校。
児童数が増加したため、従来の堺市立久世小学校と堺市立深井小学校の校区の東側を分離し、1982年（昭和57年）に開校した。学校名は、分離元となった深井小学校の東側に位置することから命名されている。

## 沿革
- 1982年（昭和57年）4月1日 - 堺市立東深井小学校として開校。

## 通学区域
- 堺市中区 東山（一部）、深井沢町（一部）、深井清水町（一部）、深井畑山町（一部）、深井東町、深井水池町（一部）。

卒業生は堺市立深井中学校に進学する。

## 交通
- 南海泉北線 深井駅 西へ約0.45km。